# Horst Rohne
Horst Rohne (* 5. September 1941) ist ein ehemaliger deutscher Fußballtorwart, Sportfunktionär und MfS-Mitarbeiter.

## Sportliche Laufbahn
Nachdem Horst Rohne bis 1960 von Dynamo Dresden als Torwart im Nachwuchsbereich eingesetzt worden war, wurde er für die Saison 1961/62 in den Kader der 1. Männer-Mannschaft aufgenommen. Diese spielte in der zweitklassigen DDR-Liga und hatte nach dem Wechsel vom Kalenderjahr-Spielrhythmus zur Sommer-Frühjahr-Saison vom Februar 1961 bis zum Juni 1962 39 Punktspiele zu absolvieren. Rohne war zwar nur als dritter Torwart vorgesehen, verdrängte aber den bisherigen Stammtorhüter Helmut Danilowski  mit 35 Einsätzen. Dynamo Dresden schaffte in dieser Spielzeit den Aufstieg in die DDR-Oberliga, und Rohne wurde auf Grund seiner Vorjahresleistungen für die Spielzeit 1962/63 zur Nummer eins im Tor nominiert. Er wurde auch in den ersten fünf Spieltagen viermal eingesetzt, danach wies die Mannschaft aber ein Torverhältnis von 7:14 auf. Dies nahm Trainer Helmut Petzold zum Anlass, einen Torwartwechsel vorzunehmen und setzte bis zum Saisonende seinen zweiten Torwart Peter Noske ein. Rohne wurde nur noch 12. Spieltag und noch einmal fünf Tage vor Saisonende aufgeboten. Am Saisonende musste Dynamo Dresden wieder aus der Oberliga absteigen. Für Horst Rohne war damit seine Karriere als Fußballspieler im höherklassigen Fußball beendet.

## Tätigkeit für das Ministerium für Staatssicherheit (MfS)
Rohne, Absolvent der SED-Bezirksparteischule Dresden, arbeitete seit Anfang der 1970er Jahre für das MfS. Dort war er zunächst für die Sportvereinigung Dynamo zuständig und wurde danach in den Vorstand der SG Dynamo Dresden lanciert. 1973 wurde er als Offizier im besonderen Einsatz (ObiE) bestätigt. Nachdem er zunächst als stellvertretender Vorsitzender der Sportgemeinschaft tätig gewesen war, übernahm er 1975 das Amt des SG-Vorsitzenden. Als solcher hatte er den Auftrag zur „offensiven Sicherung und Aufklärung des Dresdner Olympiakaders“. Nachdem 1983 Dynamo Dresden auf Platz sieben in der Oberliga abgestürzt war, warf man Rohne eine unzureichende Leistungsentwicklung der Mannschaft vor und setzte ihn als SG-Vorsitzenden ab. Er wurde zur SG Dynamo Zinnwald versetzt, wo er Sektionsleiter für Rennschlittensport wurde, aber auch seine Tätigkeit als OibE fortsetzte.